# Mjölskär
Mjölskär är en ö i Åland (Finland). Den ligger i Bottenhavet och i kommunen Eckerö i landskapet Åland, i den sydvästra delen av landet. Ön ligger omkring 43 kilometer nordväst om Mariehamn och omkring 310 kilometer väster om Helsingfors.
Öns area är 8,4 hektar och dess största längd är 460 meter i nord-sydlig riktning. Ön höjer sig omkring 10 meter över havsytan.